# Emek-Kino (Istanbul)
Das Emek-Kino, türkisch: Emek Sineması, war ein 1924 eröffnetes Kino in der Yeşilçam Sokak (Grüne-Tanne-Straße) im Istanbuler Stadtteil Beyoğlu auf der europäischen Seite der Stadt Istanbul. Nach Protesten wurde es 2013 abgerissen.

## Geschichte
Der Theater- und spätere Kinosaal war Teil eines der prominentesten Gebäude der İstiklal Caddesi, des 1882 errichteten Serkildoryan, oder Cercle d’Orient. Das Gebäude im Stil des Historismus, ein Werk des französischen Architekten Alexandre Vallaury lag im damals hauptsächlich von Nicht-Türken bewohnten Beyoğlu, damals noch traditionell Galata genannt Hier traf sich die multinationale Elite des Osmanischen Reiches, Bankiers, Botschafter, hohe Verwaltungsbeamte im ‘Büyük Kulüp’ (‘Grand Club’)  beziehungsweise im Club des Chasseurs de Constantinople (Klub der Jäger von Konstantinopel). Der Saal diente als Sporthalle, 1909 als Neuer Zirkus (Yeni Sirk) und als Skating Palace, eine Rollschuhlaufhalle. Von 1919 bis 1924 spielte hier das Yeni Tiyatro (Neues Theater). 1924 wurde der Saal unter dem Namen Melek Sineması zum Kino. Das später in Emek-Kino umbenannte Haus und die umliegenden Kinos in der Yeşilçam-Straße wurden zum Inbegriff des türkischen Kinos. Hier fanden unter anderem mehr als 23 Jahre bis 2010 Veranstaltungen des International Istanbul Film Festival statt, den internationalen Filmfestspielen Istanbuls.
Das Kino befand sich zuletzt im Besitz der staatlichen Sozialversicherung, die es wiederum an einen privaten Investor verpachtet hatte. Ende 2011 wurde durch einen Gerichtsbeschluss der Abriss des Kinos ermöglicht, das durch ein Einkaufszentrum ersetzt werden soll. Ende Mai 2013 wurde es abgerissen. Gegen den Abriss protestierten in Istanbul Tausende von Menschen, darunter auch berühmte Schauspieler wie Rutkay Aziz und Tarık Akan, die Schauspielerin und Fernsehgröße Meltem Cumbul sowie der Filmregisseur Semih Kaplanoğlu. Kritik kam auch von der UNESCO, die aussagte, dass der Abriss einen Anlass dafür geben könnte, Istanbul von der Liste des Weltkulturerbes zu streichen. Seit 2004 kritisiert die Organisation bereits, dass es in der Stadt an juristischen Strukturen fehle, mit denen das Kulturerbe wirksam geschützt werden könne.
Die Stuckaturen des Kinosaals wurde abgenommen und im Neubau wieder eingebaut. Dieser Umgang mit Baudenkmälern entspricht nicht der Charta von Venedig.

## Film
- Emek Kino. Fernseh-Reportage, Deutschland, 2010, 6:23 Min., Buch und Regie: Cem Kaya, Produktion: arte, Erstsendung: 10. September 2010 bei arte, Inhaltsangabe mit online-Video von arte.